# Acroria infensa
Acroria infensa là một loài bướm đêm trong họ Noctuidae.